# Thunder Airlines
Thunder Airlines — невелика канадська авіакомпанія зі штаб-квартирою в місті Тандер-Бей (Онтаріо), що виконує регулярні та чартерні пасажирські перевезення з аеропорту Тандер-Бей, а також працює за довгостроковими контрактами в частині забезпечення діяльності бригад швидкої медичної допомоги (санітарна авіація).

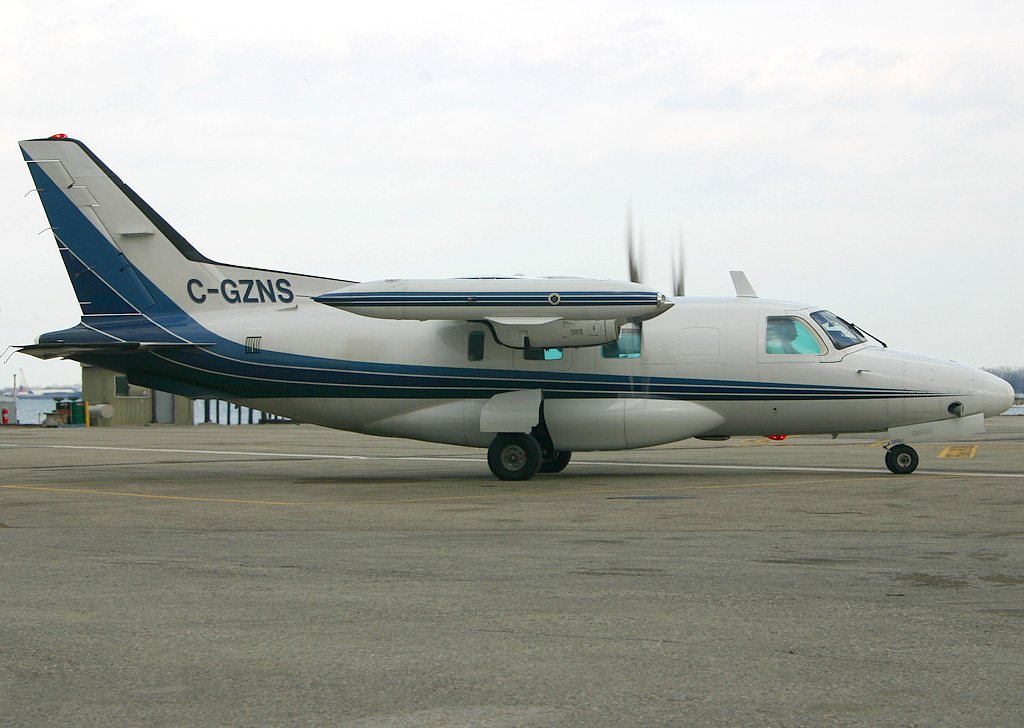
Mitsubishi MU-2B авіакомпанії Thunder Airlines на рулюванні в Аеропорту Торонто «Центральний»

## Флот
За станом на червень 2009 року флот авіакомпанія складався з таких повітряних суден, що:
- 4 King Air A100
- 1 Cessna Grand Caravan 208B
- 4 Mitsubishi MU-2